# Joan Kennedy
Alice Mabel Morrison, född Gibbs 12 april 1885 i England, död 28 augusti 1965 i Saint Helier på Jersey, mest känd under sin pseudonym Joan Kennedy, var en brittisk författare och journalist.
Joan Kennedy utgav en lång rad romaner och noveller med motiv från samtida brittiskt medelklassliv. Huvudteman var kärlek och äktenskap, framställningen var ledig och underhållande. På svenska utgavs Shinglad (1927), Mitt äktenskap med John (1933) och Hustruns syn på saken (1934).